# Gino Latilla
Gino Latilla, all'anagrafe Gennaro Latilla (Bari, 7 novembre 1924 – Firenze, 11 settembre 2011), è stato un cantante italiano.

## Biografia

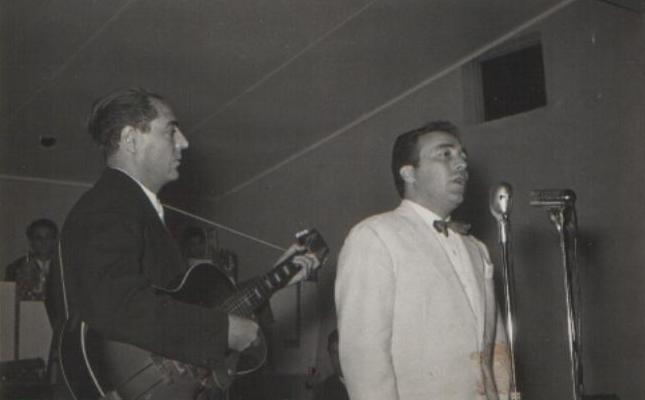
Gino Latilla con il chitarrista Pino Rucher

Cresciuto alla scuola del padre (il cantante Mario Latilla), Gino Latilla esordì negli anni della seconda guerra mondiale al Teatro Manzoni di Bologna con Mailù.
Nel dopoguerra fu in tournée in Germania e negli Stati Uniti per poi essere assunto in Rai come "cantante della radio" nel 1952, grazie all'interessamento del maestro Cinico Angelini, che lo volle nella sua orchestra dopo aver ascoltato alla radio Gigolette (1951). Proprio Angelini lo soprannominò "il mio errore", per averlo ritenuto "non idoneo" in un precedente provino. Nel 1953 ebbe una parte nel film musicale italiano Dieci canzoni d'amore da salvare di Flavio Calzavara, cantando insieme ad altri cantanti famosi dell'epoca quali Nilla Pizzi, Giacomo Rondinella e Franco Ricci. Muore a 86 anni a Firenze, la mattina dell'11 settembre 2011 all'ospedale Santa Maria Nuova; due giorni dopo i funerali, sempre a Firenze, nella chiesa di Santa Caterina da Siena.

## Successi

Leo Chiosso, Fred Buscaglione e Gino Latilla nel 1958

Numerosi i suoi successi, riscossi nelle varie edizioni del Festival di Sanremo, da  "Malinconica Tarantella" (1952) a Vecchio scarpone (1953, con Giorgio Consolini) al doppio trionfo del 1954 con Tutte le mamme (insieme a Giorgio Consolini) ed ... E la barca tornò sola (con Franco Ricci), rispettivamente prima e terza classificata, dai duetti con la futura moglie Carla Boni - Casetta in Canadà (1957) e Timida serenata (1958) - a Amare un'altra (con Nilla Pizzi), Io sono il vento (1959, con Arturo Testa) ed Il mare nel cassetto (1961, con Milva).
Fu protagonista anche al Festival internazionale della canzone di Venezia, dove vinse nel 1955, insieme alla Boni e al Quartetto Cetra, con Vecchia Europa.
Fra gli altri successi, si ricordano Amico tango (1953, con la Pizzi), Tchumbala bey (1954, musica di Fred Buscaglione e testo di Leo Chiosso), Marietta monta in gondola (1954) e Serenatella sciue' sciue' (1957), entrambe queste ultime con la Boni. Colse l'ultimo trionfo, in coppia con la moglie, al Festival della canzone napoletana del 1961, con Tu sì comm'a 'na palummella, bissando il successo ottenuto del 1955 con E stelle è Napule (con Boni e Maria Paris).

## Altre attività

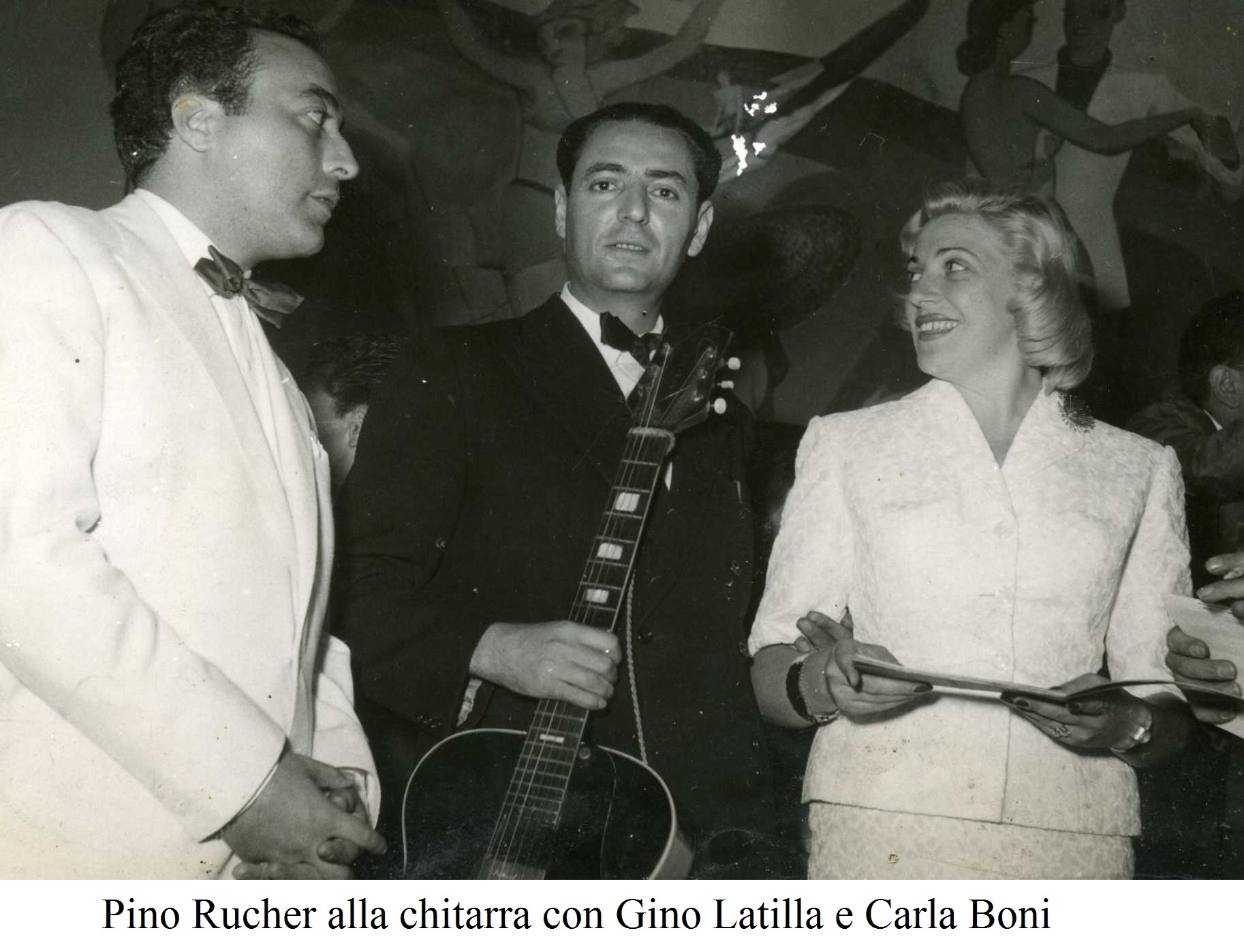
Gino Latilla, a sinistra, insieme a Carla Boni e Pino Rucher

Nel 1957 ha un ruolo importante nel film di Armando Fizzarotti Presentimento, protagonista il divo dei fotoromanzi Rosario Borelli. Nel 1959 Latilla ha fatto parte del cast del film musicarello Destinazione Sanremo, diretto da Domenico Paolella e incentrato sul festival di Sanremo 1959.
Negli anni sessanta Gino Latilla abbandonò temporaneamente la carriera artistica per lavorare come dirigente della Rai, prima a Roma e poi a Firenze. Per la televisione italiana ha seguito anche le vicende calcistiche della Fiorentina, della Pistoiese e di altre squadre toscane.
Tornò a calcare i palcoscenici negli anni ottanta, formando, insieme a Nilla Pizzi, Carla Boni e Giorgio Consolini, il gruppo Quelli di Sanremo.
Dopo esser stato fidanzato con Nilla Pizzi, nel 1958 Latilla sposò la cantante Carla Boni, dalla quale ebbe due figli e da cui in seguitò si separò.
Il suo nome è presente nella lista degli appartenenti alla loggia massonica P2 ritrovata nel 1981 nella proprietà la "Giole" di Licio Gelli (tessera n. 41).

## Discografia parziale

### 78 giri
- 1952: 'A riggina d'e tarantelle/'A litoranea (Lato A Carla Boni) (Cetra) DC 5571
- 1952: 'O principe indiano/Sarta 'e biancheria (Lato A Carla Boni) (Cetra) DC 5572
- 1953: Il passerotto/Innamorami (Lato A Carla Boni) (Cetra) DC 5666
- 1953: Qualcuno cammina/Vecchia villa comunale (Lato A Carla Boni) (Cetra) DC 5671
- 1953: Mandolino napoletano/Merci Beacoup (Lato A Nilla Pizzi, Lato B con Carla Boni, Achille Togliani e Nilla Pizzi) (Cetra) DC 5697
- 1953: Vucchella rossa/Terra straniera (Lato B Carla Boni) (Cetra) DC 5717
- 1953: Colpa del Bajon/Terra straniera (Lato A con Nilla Pizzi, Lato B Carla Boni) (Cetra) DC 5851
- 1954: Cecila Metella/I tre porcellini (Lato A con Duo Fasano, Lato B con Carla Boni) (Cetra) DC 5903
- 1954: Vola vola vola/No te metas (en la vida de nodie) (Lato A con Carla Boni, Lato B Duo Fasano) (Cetra) DC 5910
- 1954: Arriva il direttore/Canzone da due soldi (Lato A con Carla Boni, Lato B Achille Togliani) (Cetra) DC 5962
- 1954: Berta filava/Piripicchio e Piripicchia (Lato A Carla Boni con Duo Fasano, Lato B con Duo Fasano) (Cetra) DC 5964
- 1954: Non è mai troppo tardi/Una bambina sei tu (Lato A Carla Boni) (Cetra) DC 5965
- 1954: Cirillino Ci/Sotto l'ombrello (Lato A Carla Boni con Duo Fasano, Lato B con Duo Fasano) (Cetra) DC 5969
- 1954: Ched'è l'ammore/Rota 'e fuoco e faccia 'e neve (Lato A Carla Boni) (Cetra) DC 6015
- 1954: Ricordate 'e me/Tre rundinelle (Lato A Carla Boni) (Cetra) DC 6017
- 1954: Canaria/Sole lucente (Lati A e B con Carla Boni) (Cetra) DC 6034
- 1954: Rapsodia svedese/La voce dell'organino (Lato B Carla Boni) (Cetra) DC 6056
- 1954: Gondola nera/Marietta (monta in gondola) (Lato B con Carla Boni) (Cetra)  DC 6061
- 1954 - Evviva Redegonda/Marietta (monta in gondola) (Lato A Carla Boni; lato B con Carla Boni) (Cetra) DC 6063
- 1958: Sì... amor/Il sole nel cuore (Fonit Cetra) AC 3352

### 33 giri
- 1956 Carla Boni, Gino Latilla, Achille Togliani con l'orchestra Angelini Casa discografica Cetra, LPA 56, 1956
- 1957: Carla Boni e Gino Latilla con Angelini e la sua orchestra (Cetra, LPE 2019; con Carla Boni)
- 1957 Gino Latilla con Angelini - VII Festival della Canzone, Sanremo 1957 - Il pericolo numero uno [con Claudio Villa] / Scusami / Un filo di speranza [con duo Fasano] / Finalmente / Sono un sognatore / Un certo sorriso / La più bella canzone del mondo / Venezia mia [con Carla Boni e Duo Fasano] (Cetra, LPA 95) 1957
- 1957 Carla Boni e Gino Latilla con Angelini e la sua orchestra, Cetra LPE 2016, 1957.
- 1958: VIII Festival della Canzone (Fonit Cetra, LPE 2021; con Carla Boni)
- 1958: Gino Latilla, Carla Boni, Angelini e la sua orchestra (Fonit Cetra, LPE 2023; con Carla Boni)
- 1987: Quelli di Sanremo; con Nilla Pizzi, Carla Boni e Giorgio Consolini.

### 16 giri
- 1958: Carla Boni e Gino Latilla (Fonit Cetra, LP16 N. 1; con Carla Boni)

### Extended play
- 1956: Gino Latilla  (canta: Senza catene/ Faccia di santarella con Carla Boni/ L'amore è una cosa meravigliosa/ Cavalieri del cielo (Fonit Cetra, EPE 3002)
- 1957: Gino Latilla  (canta: Due fratelli/ La valle del cielo/ Ciao luna/ L'uomo del sud (Fonit Cetra, EPE 3014)
- 1958: VIII Festival della Canzone - Sanremo 1958  (canta: Timida serenata con Carla Boni/ Non potrai dimenticare con Carla Boni; lato B canta Carla Boni (Fonit Cetra, EPE 3021)
- 1958: VIII Festival della Canzone - Sanremo 1958 (canta: Cos'è un bacio con Claudio Villa/Amare un'altra/Nel blu dipinto di blu/Tu sei del mio paese Cetra EPE 3022)
- 1958: VIII Festival della Canzone - Sanremo 1958  (canta: Se tornassi tu/ Fantastica; lato A canta Marisa Del Frate (Fonit Cetra, EPE 3025)
- 1958: Gino Latilla serie Personality (canta con l'Orchestra Angelini: Timberjack/ Ok Corral/ 'Ol man river/ Ballata selvaggia (Fonit Cetra, EPE 3039)
- 1958: Gino Latilla (con Orchestra Angelini canta: Venus, Tequila, Tabù, Oh, Lola!) Cetra
- 1958 Gino Latilla / Carla Boni con Orchestra Angelini. Latilla sul lato A canta De Guello / Hava Naguila. Lato B Carla Boni canta Muchas gratias/ Estate violenta Cetra

### 45 giri
- 1957: Ya ya/Por dos besos (lati A e B con Carla Boni) (Fonit Cetra, SP 1)
- 1957: Faccia di santarella/L'amore è una cosa meravigliosa (lato A con Carla Boni) (Fonit Cetra, SP 2)
- 1957: Serenatella sciuè sciuè/Buona anno buona fortuna (lato A con Carla Boni) (Fonit Cetra, SP 17)
- 1957: Casetta in Canada/Filo di speranza (lato A con Carla Boni; Lato B con il Duo Fasano) (Fonit Cetra, SP 25)
- 1957: Que serà serà/Only you (lato A Carla Boni e Duo Fasano) (Fonit Cetra, SP 27)
- 1957: Rendimi i baci/A nueva laredo  (lato A con Carla Boni; lato B il Duo Fasano) (Fonit Cetra, SP 32)
- 1957: Un canto d'amor/Mandolin serenade (lato A canta Carla Boni; lato B con Carla Boni) (Fonit Cetra, SP 54)
- 1957: Un salice piangeva/Amore al chiaro di luna (lato A con Carla Boni; lato B canta Carla Boni;  SP 55)
- 1957: Fantastica/ Timida serenata. Lato B con Carla Boni) (Cetra)
- 1958: Troppo giovane/I cavalieri del cielo (Fonit Cetra, SP 173)
- 1958: Bugiarda/Per un bacio (Cetra SP 266)
- 1958: Simpatica/Oh Lola (Fonit Cetra, SP 370)
- 1959: Io sono il vento/La luna è un'altra luna (Fonit Cetra, SP 433)
- 1959: Noi/ Quando vien la sera.... Carla Boni (Fonit Cetra).
- 1959: Ischia 1600/L'ammore è nato a Ischia (Fonit Cetra, SP 550)
- 1959: 'E scalelle d''o paraviso/Venus (Cetra SP 566)
- 1959: Su e zo per la laguna/Se la luna ti guarda (Fonit Cetra, SP 641)
- 1959: Odio/Come una bambola (Fonit Cetra, SP 642)
- 1959:Zucate 'll'uviciullo/Ohé.... Paisà (Cetra SP 650)
- 1959: Uomo solo / Gli uomini non piangono (Fonit Cetra)
- 1960: Ossessione / Giuggiola (Fonit Cetra)
- 1960: La grande vallata/Con te resterò (Cetra SP 976)

### Dischi e cassette
- 1984 - Cantando, cantando, cantando (Six Record, SLP 006)
- 1989 - Ieri e oggi (Bebas Record, SMC 202)
- 1990 - Luna bianca (Bebas Record, SMC 240) con Carla Boni
- 1994 - Fili d'oro (Bebas Record, SMC 410)
- 1995 - Belli a cent'anni (Bebas Record, SMCD 461)
- 1997 - Tutte le mamme e i suoi grandi successi (Super Music, MOCD 6092)
- 1999 - Cantando ballando con i due Super G (Mia Records, CDMI 99) con Giorgio Consolini
- 2000 - Voce senza tramonto (Warner Music Group, CD 857384718-2)
- 2010 - Una vita per la canzone (Timaclub, ML 26) con Mario Latilla

## Filmografia
- Saluti e baci, regia di Giorgio Simonelli (1953)
- Dieci canzoni d'amore da salvare, regia di Flavio Calzavara (1953)
- Carosello del varietà, regia di Aldo Quinti e Aldo Bonaldi (1955)
- Vendicata!, regia di Giuseppe Vari (1956)
- Presentimento, regia di Armando Fizzarotti (1956)
- San Remo canta, regia di Domenico Paolella (1956)
- Destinazione Sanremo, regia di Domenico Paolella (1959)